# Fijibates anterostratus
Fijibates anterostratus är en kvalsterart som beskrevs av Corpuz-Raros 1980. Fijibates anterostratus ingår i släktet Fijibates och familjen Scheloribatidae. Inga underarter finns listade i Catalogue of Life.